# Жедрино (Ульяновская область)
Же́дрино — село в Кузоватовском районе Ульяновской области. Входит в состав Лесоматюнинского сельского поселения.

## География
Расположено на реке Темрязанка, в 27 км к юго-западу от районного центра р. п. Кузоватово.

## История
При создании Симбирского наместничества в 1780 году, «село Николаевское Жердино тож, однодворцев, помещичьих крестьян», вошло в состав Канадейского уезда.
С 1796 по 1928 года село Жедрино входило в состав Сызранского уезда Симбирской губернии.
В 1801 году в Жедрино на средства помещика Андрея Михайловича Ушакова был построен каменный храм с двумя престолами: главный (холодный) в честь Казанской иконы Божьей Матери и в приделе (тёплый) во имя св. Апостола Андрея Первозванного. 
В 1859 году в селе в 148 дворах жило 1506 жителя, имелась церковь. 
К 1900 году здесь было в 206 дворов, населения — 617 мужчин и 633 женщины, в 1913 году — 327 дворов, 1435 жителей (в основном русские), земская школа, волостное правление. В селе располагались усадьбы землевладельцев Ушаковых, А. А. Глаголевой, В. М. Сидорова, Н. Н. Щербакова, водяная мельница общества крестьян на речке Темрязанке.

## Население
| 2010 |
| ---- |
| 45   |

## Известные уроженцы
- Ушаков, Константин Михайлович — генерал-майор Императорской армии, командир Симбирского 24-го пехотного полка, родился в селе[6][7][8][9].

## Достопримечательности
- В соответствии с Распоряжением Главы администрации Ульяновской области от 29.07.99. № 959-р на государственной охране со статусом выявленный в Жедрино стоит объект культурного наследия — Парк усадебный загородный дворян Ушаковых. XIX- начало XX вв.

- Сохранилось здание Казанской церкви, которое является объектом, обладающим признаками объектов культурного наследия[10][11].

## Инфраструктура
На территории села ведётся производство продукции животноводства в СПК «Лесоматюнинское».
Проведены центральное водоснабжение, электроснабжение и телефонизация села.